# Michel-Gabriel Paccard
Michel-Gabriel Paccard (Chamonix,  21 februari 1757 – aldaar, 1827) was een arts, botanicus en alpinist uit Savoie. Hij is vooral bekend geworden doordat hij in 1786, samen met de lokale gids Jacques Balmat, de eerste geslaagde beklimming van de Mont Blanc realiseerde.
Michel Paccard was de derde zoon van de notaris Joseph Paccard (1712-1787). Hj studeerde aan de Académie Royale des Provinces te Turijn, destijds de hoofdstad van Savoie, en later te Parijs, en studeerde uiteindelijk af in de geneeskunde aan de Académie des Sciences te Turijn. In 1783 vestigde hij zich als arts in zijn geboorteplaats.
Naast zijn praktijk hield hij zich als liefhebber bezig met geologie, mineralogie, botanie, natuurkunde en meteorologie. Hij legde een naturaliënkabinet aan (verzameling) en verrichtte hoogtemetingen met de barometer, toen nog een vrij nieuwe uitvinding.
Door zijn liefde voor de natuurwetenschappen kwam hij in contact met de Geneefse geleerde Horace-Bénédict de Saussure. Hij verslond diens geschriften en correspondeerde met hem.
Saussure had een beloning uitgeloofd voor degene die er als eerste in zou slagen de Mont Blanc te beklimmen en kon vertellen hoe hoog deze berg precies was. Destijds trokken natuurwetenschappers voor het eerst het hooggebergte in om met twee nieuwe uitvindingen, de thermometer en de barometer, metingen te verrichten, zich niets aantrekkend van de volksverhalen over kwade geesten die er op grote hoogten zouden rondwaren en die de verstoring van hun rust niet onbestraft zouden laten.
In 1783 deed Paccard een eerste vergeefse poging de top van de Mont Blanc te bereiken, samen met Marc Théodore Bourrit. In 1784 ondernam hij tevergeefs opnieuw een poging met Pierre Balmat. Het was echter met Jacques Balmat, een gemzenjager en kristallenzoeker, met wie hij op 8 augustus 1786 om 18 uur 23 de top bereikte. Een standbeeld van hen beiden in Chamonix herinnert aan deze gebeurtenis.
Sinds de eerste beklimming door dit tweetal bleef het een controverse wie van beiden werkelijk als eerste de top zou hebben bereikt. Balmat streek daarvoor gretig de eer op, maar deze claim werd ook in twijfel getrokken. In 1787 vond hierover een polemiek plaats tussen Paccard en Bourrit in de krant Journal de Lausanne. De meeste verhalen die later over die eerste geslaagde beklimming zijn geschreven, onder meer door Alexandre Dumas en A. den Doolaard, berusten op de versie van Balmat.